# Barbula nivalis
Barbula nivalis là một loài Rêu trong họ Pottiaceae. Loài này được (Spruce) A. Jaeger mô tả khoa học đầu tiên năm 1873.